# Mârșa, Giurgiu
Mârșa (în trecut, și Mârșa) este o comună în județul Giurgiu, Muntenia, România, formată numai din satul de reședință cu același nume.

## Așezare
Comuna este situată în nord-vestul județului, în Câmpia Găvanu-Burdea (parte a Câmpiei Române), pe malul drept al râului Dâmbovnic, la limita cu județul Teleorman. Este străbătută de șoseaua județeană DJ601 care o leagă spre nord și est de Roata de Jos, Crevedia Mare (unde se intersectează cu DN61), Bolintin-Vale, Bolintin-Deal și mai departe în județul Ilfov la Ciorogârla (unde se termină în autostrada A1), și spre sud-vest în județul Teleorman la Videle. Lângă Mârșa, din acest drum se ramifică șoseaua județeană DJ412C, care duce spre nord-est la Bucșani (unde se intersectează cu DN61) și Ogrezeni.

## Demografie
Componența etnică a comunei Mârșa
     Români (93,08%)
     Alte etnii (0,08%)
     Necunoscută (6,84%)
Componența confesională a comunei Mârșa
     Ortodocși (92,86%)
     Alte religii (0,19%)
     Necunoscută (6,95%)
Conform recensământului efectuat în 2021, populația comunei Mârșa se ridică la 2.646 de locuitori, în scădere față de recensământul anterior din 2011, când fuseseră înregistrați 4.869 de locuitori. Majoritatea locuitorilor sunt români (93,08%), iar pentru 6,84% nu se cunoaște apartenența etnică. Din punct de vedere confesional, majoritatea locuitorilor sunt ortodocși (92,86%), iar pentru 6,95% nu se cunoaște apartenența confesională.

## Politică și administrație
Comuna Mârșa este administrată de un primar și un consiliu local compus din 11 consilieri. Primarul, Virginia Drăgan[*], de la Partidul Național Liberal, este în funcție din 2008. Începând cu alegerile locale din 2024, consiliul local are următoarea componență pe partide politice:
|  | Partid                    | Consilieri | Componența Consiliului | Componența Consiliului | Componența Consiliului | Componența Consiliului | Componența Consiliului | Componența Consiliului | Componența Consiliului | Componența Consiliului |
|  | ------------------------- | ---------- | ---------------------- | ---------------------- | ---------------------- | ---------------------- | ---------------------- | ---------------------- | ---------------------- | ---------------------- |
|  | Partidul Național Liberal | 8          |                        |                        |                        |                        |                        |                        |                        |                        |
|  | Uniunea Salvați România   | 2          |                        |                        |                        |                        |                        |                        |                        |                        |
|  | Partidul Social Democrat  | 1          |                        |                        |                        |                        |                        |                        |                        |                        |

## Istorie
La sfârșitul secolului al XIX-lea, comuna făcea parte din plasa Neajlov a județului Vlașca și era formată doar din satul de reședință, cu 1100 de locuitori. Existau în comună o biserică și o școală mixtă cu 50 de elevi (dintre care 10 fete). Anuarul Socec din 1925 o consemnează în aceeași plasă, având 2241 de locuitori în satele Mârșa și Ciupagea (ultimul preluat de la comuna Uești-Goleasca.
În 1950, comuna a fost transferată raionului Crevedia și apoi (după 1952) raionului Videle din regiunea București. În 1968, comuna a trecut la județul Ilfov, tot atunci satul Ciupagea fiind desființat și comasat cu satul Mârșa. În 1981, o reorganizare administrativă regională a dus la transferarea comunei la județul Giurgiu.

## Monumente istorice
Cinci obiective din comuna Mârșa sunt incluse în lista monumentelor istorice din județul Giurgiu ca monumente de interes local. Două dintre ele sunt situri arheologice: așezarea din Epoca Bronzului (cultura Tei, faza III) aflată pe dreapta drumului spre Roata de Jos; și așezarea din Evul Mediu Timpuriu (cultura Dridu) aflată pe dreapta drumului spre Obedeni și Goleasca. Celelalte trei sunt monumente de arhitectură: biserica „Sfântul Nicolae” (1890); conacul N. Cioflec (1850), ulterior Oscar Han; și conacul Dr. Lazarovici (secolul al XIX-lea).

## Personalități
Criticul literar Radu G. Țeposu a lucrat ca profesor de limba și literatura română la școala din Mârșa în perioada 1978-1983.
- Ilie Iorga (1928 - 2012), chitarist